# Aleksandra Petrovna Khvostova
Aleksandra Petrovna Khvostova, nascida Kheraskova (São Petersburgo, 1768 — Kiev, 1853) foi uma escritora russa. Publicava sob os pseudônimos: "A-a. Khva-a.", "Khva-a, A-a"; "Uma Cristã". 

## Biografia e obra
Filha de Piotr Matveievitch Khraskov, irmão do famoso escritor Kheraskov, e Elizavieta Petrovna, nascida condessa Devier. Recebeu uma boa educação em casa: estudou idiomas estrangeiros e literatura estrangeira, e também a russa, o que não se considerava obrigatório na sociedade russa afrancesada de então. Sendo sobrinha de Mikhail Kheraskov, ela cresceu no meio literário; já em tenra idade revelaram-se nela interesses literários.  Aos 20 anos, foi dada em casamento a Dmitri Semiónovitch Khvostov.
Sua primeira obra publicada foi a tradução do francês da obra de Hugo de Balma (monge cartuxo francês do Século XIII), "O caminho tríplice da alma” (conhecido pela frase de abertura, "Viae Sion lugent", ou também como "Théologie mystique" ou "De triplici via").
Em 1796, Khvostova apresentou ao mundo as curtas obras em prosa sentimental "Kamin" e "Rutcheiók", escrita em boa prosa ao estilo de Kazamzin, e que fizeram bastante sucesso entre os contemporâneos. Antes da impressão elas se difundiam copiadas à mão mesmo, e um ano depois da publicação impressa, tinham sido vendidos 2400 exemplares, uma tiragem enorme para aquela época. Foram traduzidas para alemão, francês e inglês; o dicionário biográfico francês "Biographie des hommes vivants" (1817) incluía um artigo sobre Khvostova.
De acordo com Víguel, no salão de Khvostova, quando ela vivia em São Petersburgo no final de da década de 1790, começo da de 1800, reuniam-se todos os que se destacavam pela educação e pelos talentos na sociedade petersburguesa de então. Dmitri Nikolaievitch Bludov e os Condes de Maistre e Aleksandr Mikhailovitch Belosselski-Belozerski. 
Quando, no começo do Século XIX, uma disposição mística começou a dominar em algumas camadas da alta sociedade petersburguesa, Khvostova foi fortemente atraída por essa corrente, aproximou-se de todo um círculo de místicos, entre os quais Aleksandr Fiódorovitch Labzin, e colaborou na revista dele, "Sionski vestnik" (O Mensageiro de Sião). Sob a influência dessa disposição religiosa, ela escreveu uma série de textos argumentativos:
- "Pisma khristianki, toskuiuschei po gornem svoiom otetchestve, k dvum druziam, muju i jene" (Cartas de uma cristã que sente falta de sua pátria montanhosa para dois amigos, marido e mulher), de 1815, livro que causou forte repercussão na sociedade;
- "Sovety dushi moei, tvorenie khristianki, toskuiuschei po gornem svoiem otetchestve" (Conselhos para a minha alma, obra de uma cristã que sente falta de sua pátria montanhosa), de 1816;
- "Pismo k drugu i zaveschanie ottsa synu" (Carta para um amigo e testamento do pai para o filho), de 1816.

Quando começou a perseguição aos místicos, Khvostova foi deportada de São Petersburgo e se estabeleceu em Kiev. Lá ela foi eleita representante da "Sociedade Kievana de Auxílio aos Pobres", e tornou-se diretora do colégio feminino da Condessa A. V. Levasheva.